# Josef Bartoloměj Slavík
Josef Bartoloměj Slavík (4. března 1900, Lom-Bulharsko – 16. května 1964, Praha) byl přední český akustik, fyzik, překladatel, autor odborných publikací a profesor
fyziky. Od roku 1928 působil na elektrotechnické fakultě ČVUT v Praze, v letech 1952–1954 také jako její děkan.

## Život

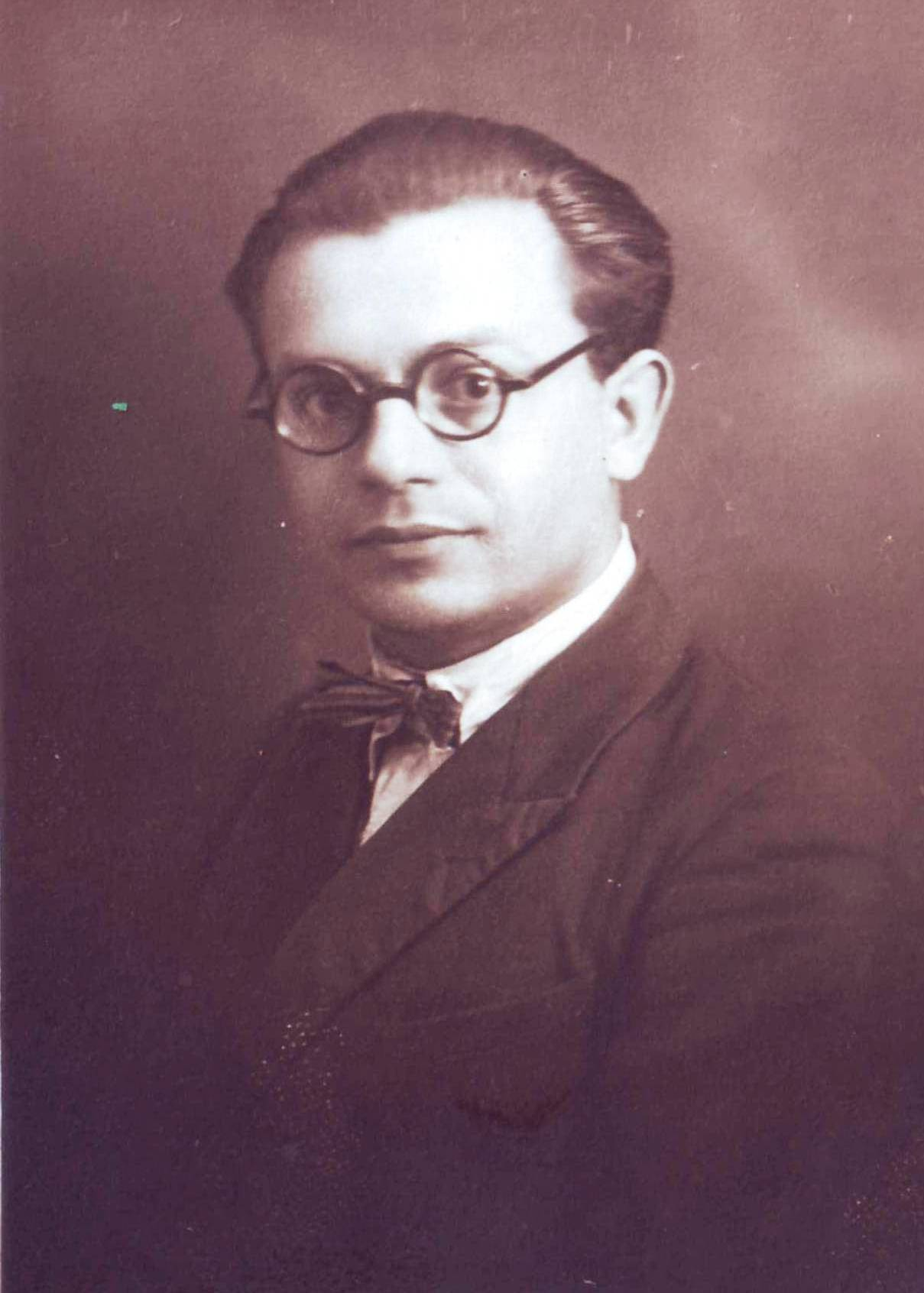
1925 Studentská léta

Josef Bartoloměj Slavík se narodil 4. března 1900 v Lomu v Bulharsku českým rodičům Bartoloměji a Františce Slavíkovým jako československý státní příslušník s českou národností. V roce 1919 odmaturoval na gymnáziu ve Vrace v Bulharsku a zahájil studium na fyzikálně-matematickém oddělení přírodovědecké fakulty státní university v Sofii. V roce 1920–21 působil jako smluvní profesor fyziky a matematiky na státním smíšeném gymnasiu v Lomu v Bulharsku.
V roce 1924 podnikl studijní cestu do Paříže a Londýna. Dne 17. 12. 1927 získal titul inženýr (Ing) na Vysoké škole strojního a elektrotechnického inženýrství při Českém vysokém učení technickém v Praze. Roku 1928 se zde stal asistentem Ústavu obecné elektrotechniky u prof. Doleška. V roce 1935 absolvoval obor fyziky na přírodovědecké fakultě Univerzity Karlovy v Praze s disertační prací Ventil pro jemnou regulaci plynu a jeho aplikace. Dne 27. 6. 1936 byl prohlášen doktorem přírodních věd (RNDr). Jako odborník na akustiku v roce 1938 navrhl ozvučení Strahovského stadionu v Praze pro X. všesokolský slet. Dne 13. 10. 1939 složil habilitační rigorosum z oboru technické akustiky a elektroakustiky a 1. října 1945 byl jmenován profesorem fyziky na elektrotechnické fakultě ČVUT v Praze. Od 1. 6. 1940, po uzavření českých vysokých škol, byl zaměstnán ve Škodových závodech v Praze, kde vedl terénní laboratoře fyzikálního výzkumu.

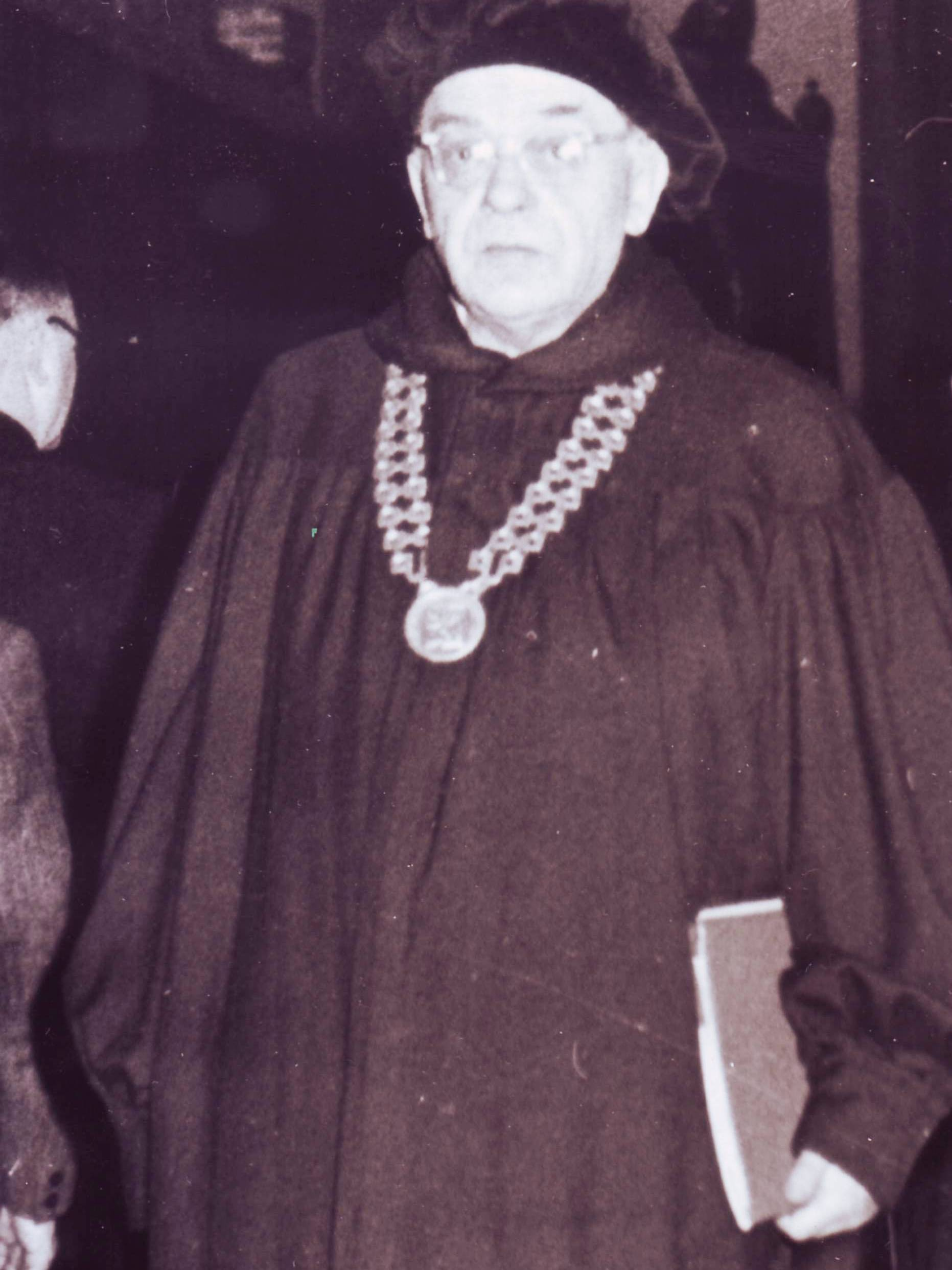
1960 Promoce

V roce 1945 založil Fyzikální ústav pro elektrotechnické inženýrství, který vznikl rozdělením Vysoké školy strojní a elektrotechnické na ČVUT. Od roku 1950 pracoval jako vedoucí katedry fyziky a nastavil dva směry rozvoje vědecké práce. Za prvé akustika (akustika hluku, srozumitelnosti mluveného slova, výzkum akustických vlastností látek a ultrazvuk) a za druhé vakuová technika a výboje elektřiny v plynech. V letech 1952 – 54 zastával funkci děkana elektrotechnické fakulty ČVUT, v letech 1954–55 a 1958–60 funkci proděkana téže fakulty. 

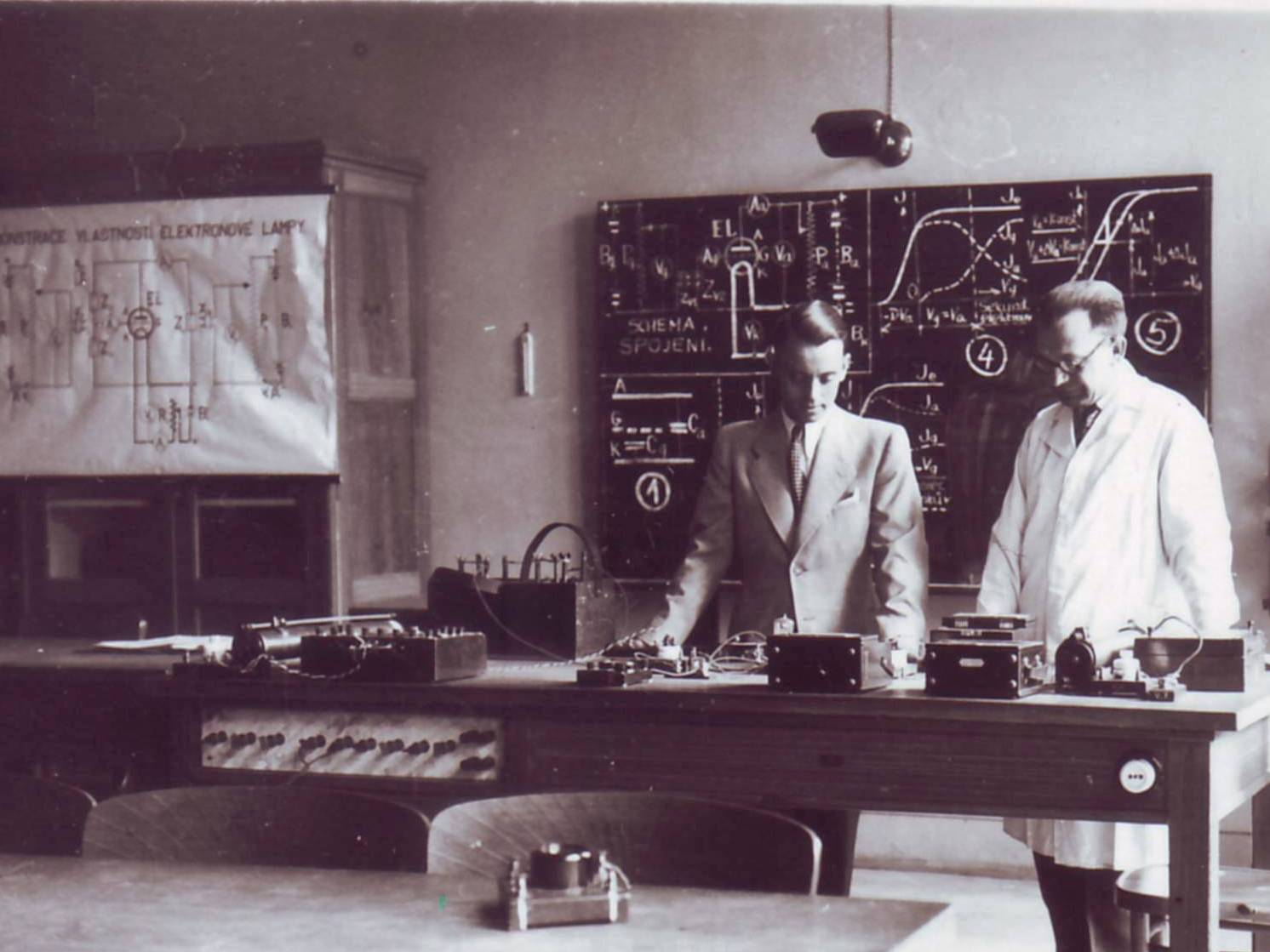
1937 Se svými studenty

Zasedal ve vědeckých radách několika výzkumných ústavů, byl předsedou akustické komise při ČSAV  a předsedou komise pro řešení otázek boje proti hluku na ministerstvu zdravotnictví. Roku 1957 byl na římském zasedání Mezinárodní unie pro čistotu a aplikovanou fyziku zvolen členem Mezinárodní akustické komise . Velmi obětavě pracoval po řadu let jako předseda pražské pobočky Jednoty čs. matematiků a fyziků.
Zemřel 16. 5. 1964 v Praze, a je pochován na Olšanských hřbitovech v Praze. Vedení katedry fyziky převzal, po smrti profesora J. B. Slavíka, profesor Jiří Kracík.

## Bibliografie

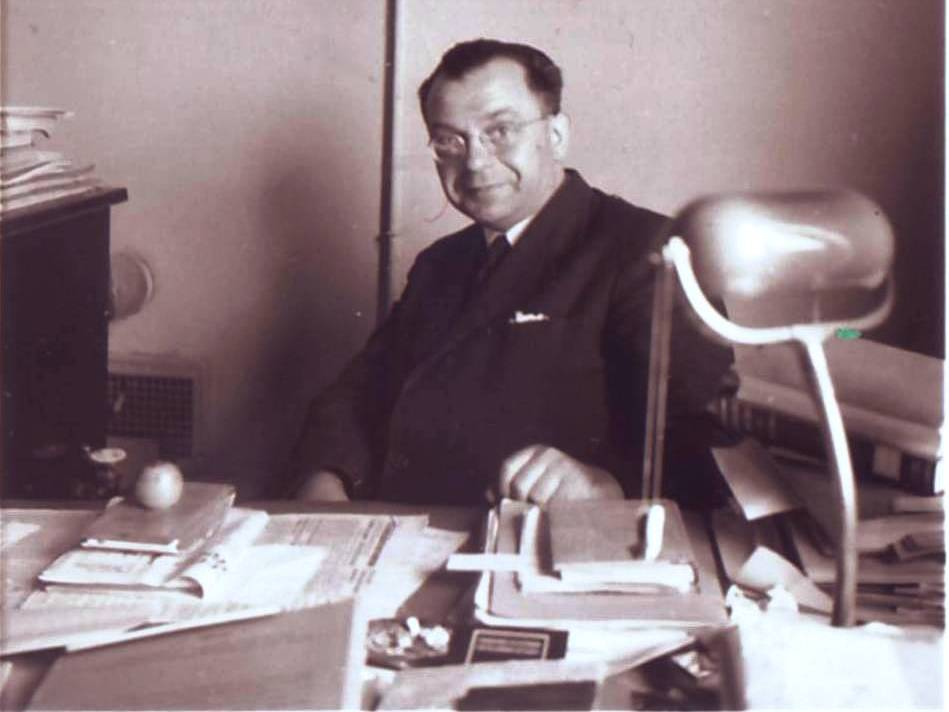
1938 Praha